# Verlautenheide
Verlautenheide is een plaats in het stadsdeel Haaren van de Duitse gemeente Aken, deelstaat Noordrijn-Westfalen. De plaats telt ca. 3500 inwoners.